# هونفلد
هونفلد (بالألمانية: Hünfeld) هي بلدة، مدينة و بلدة ألمانية تقع في ألمانيا في فولدا.[بحاجة لمصدر] يقدر عدد سكانها بـ 16,373 نسمة .

## المدن التوأمة
مدن غايزا، Landerneau، Prószków و Steinberg هي مدن توأمة لـهونفلد.

## أعلام
- كونراد سوزه
- إرفين هيشت
- جيرهارد بلوم
- اندرياس باتون